# Brückenpark
Het Brückenpark (Pools: Park Mostów) is een door de Europese Unie gefinancierd project waarin vier bestaande parken in  de Duitse stad Görlitz en Poolse stad Zgorzelec zijn opgenomen. De parken liggen aan weerszijden van de grensrivier de Neisse. Met dit gemeenschappelijke project wordt een ontmoetingspunt voor de twee steden en haar bewoners gecreëerd.
Het park bestaat uit: het Stadtpark, de Stadthallenufer en het Park des Friedens in Görlitz en het Andrzej Błachaniecpark in Zgorzelec.
In het park liggen enkele monumentale gebouwen, zoals de Dom Kultury in Zgorzelec en de Stadthalle en de Hogeschool van Görlitz-Zittau in Görlitz. De diverse onderdelen van het Brückenpark zijn ontworpen zijn tussen de 18e eeuw en de 20e eeuw. De renovatie van het park voltooid in 2018. De Neisse wordt gezien als het verbindende element tussen de parkdelen. Via de Paus Johannes-Paulus II Brug kan de rivier worden overgestoken.

## Afbeeldingen

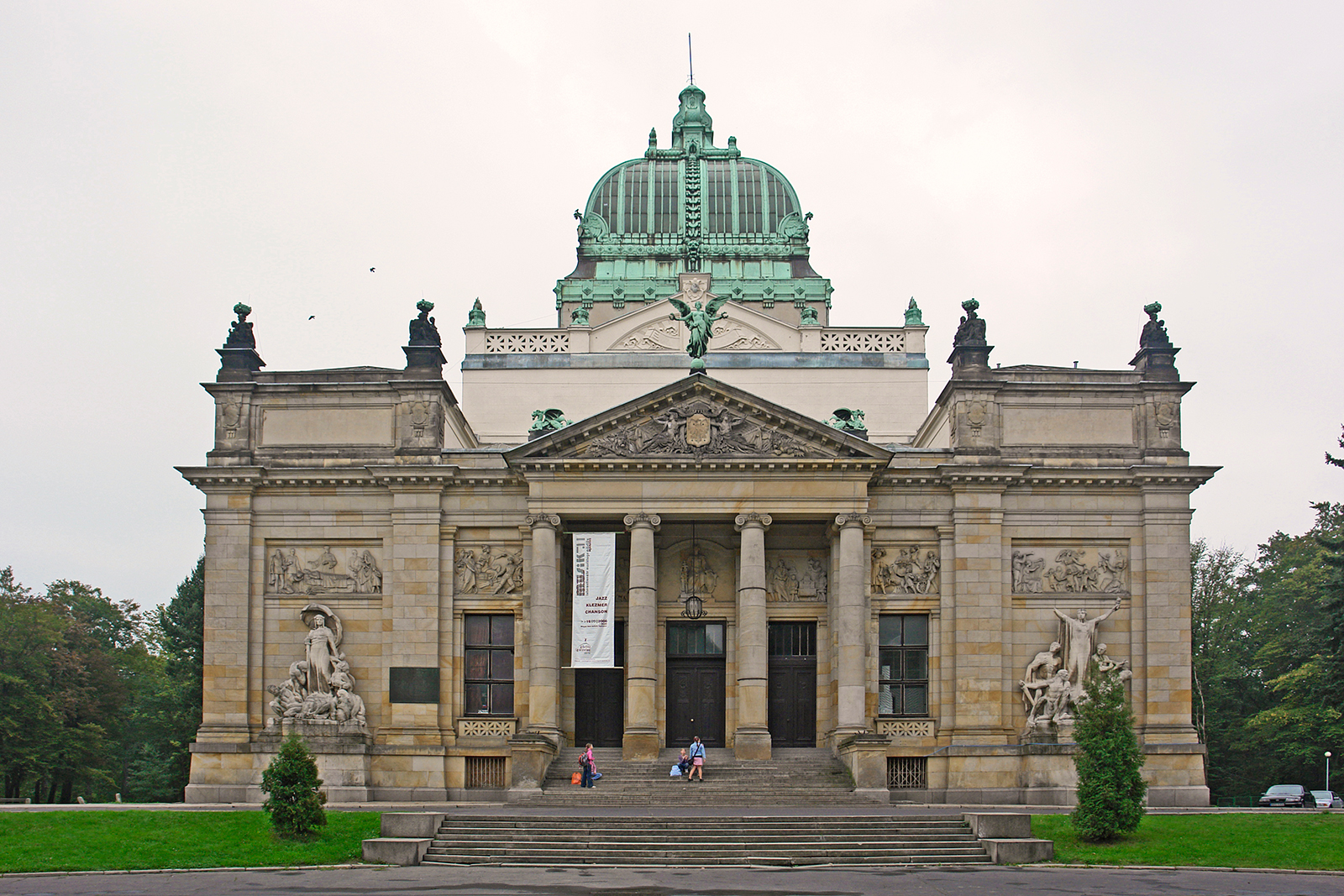
Dom Kultury (Cultuurhuis)
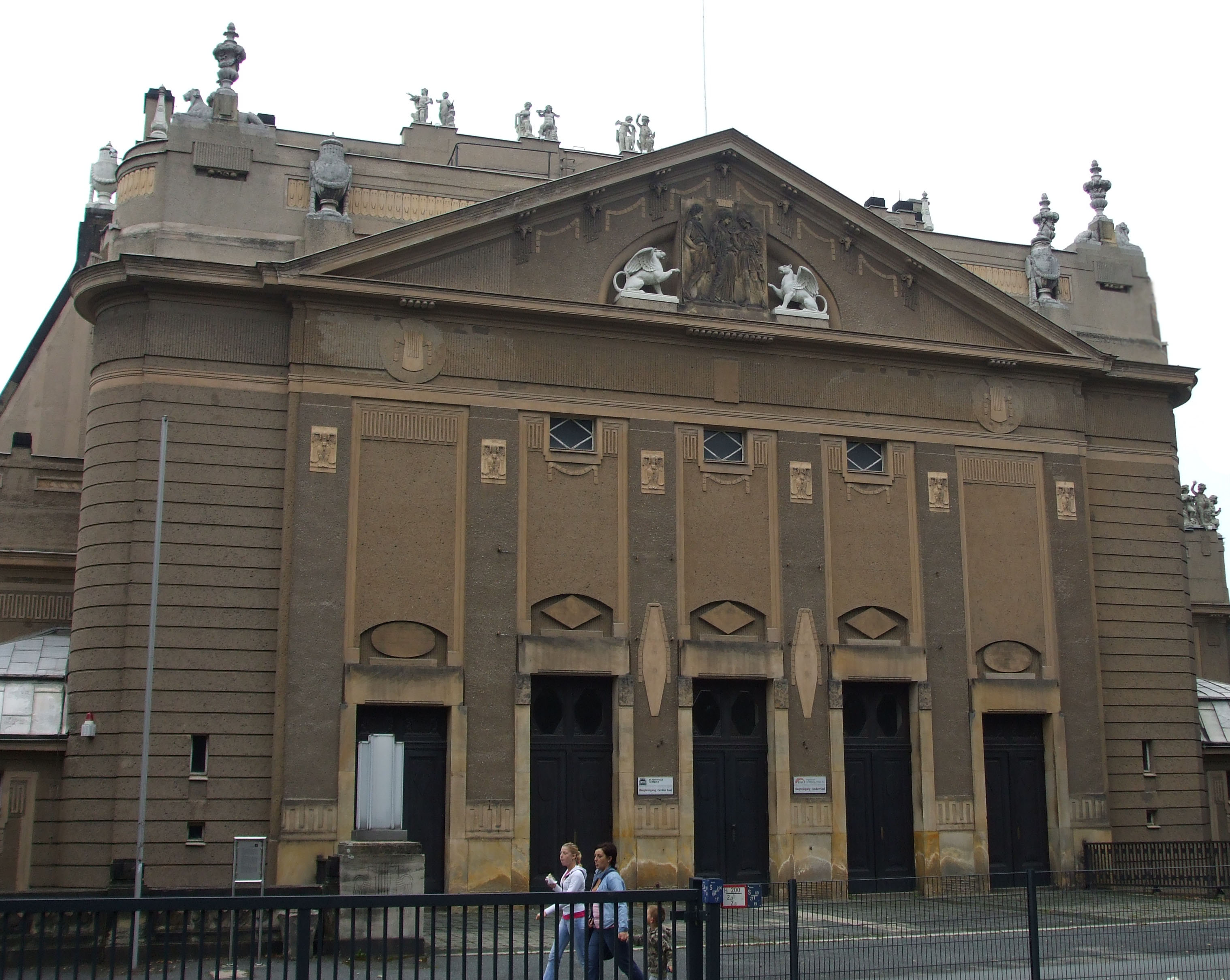
Stadthalle
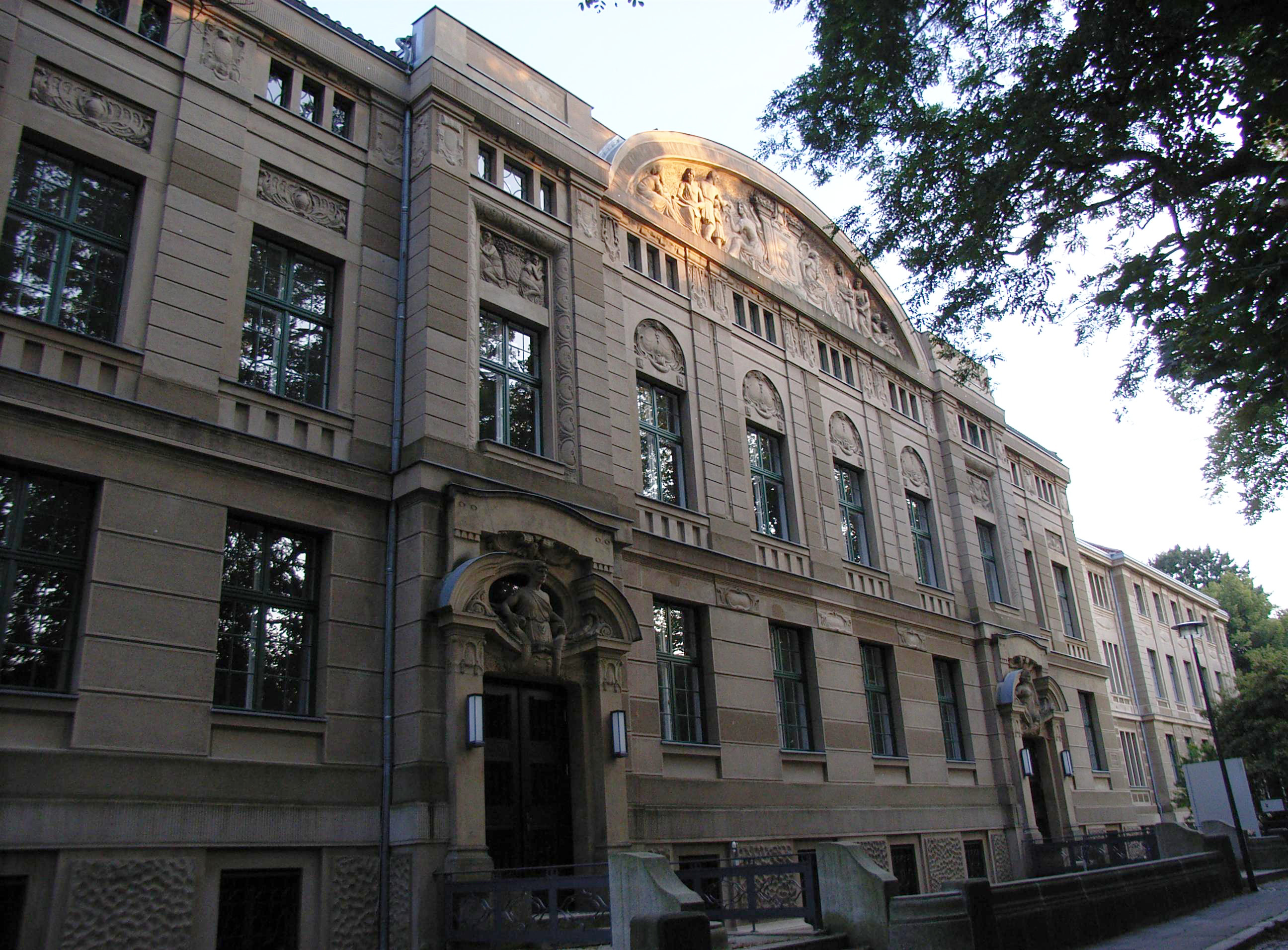
Hochschule Görlitz-Zittau
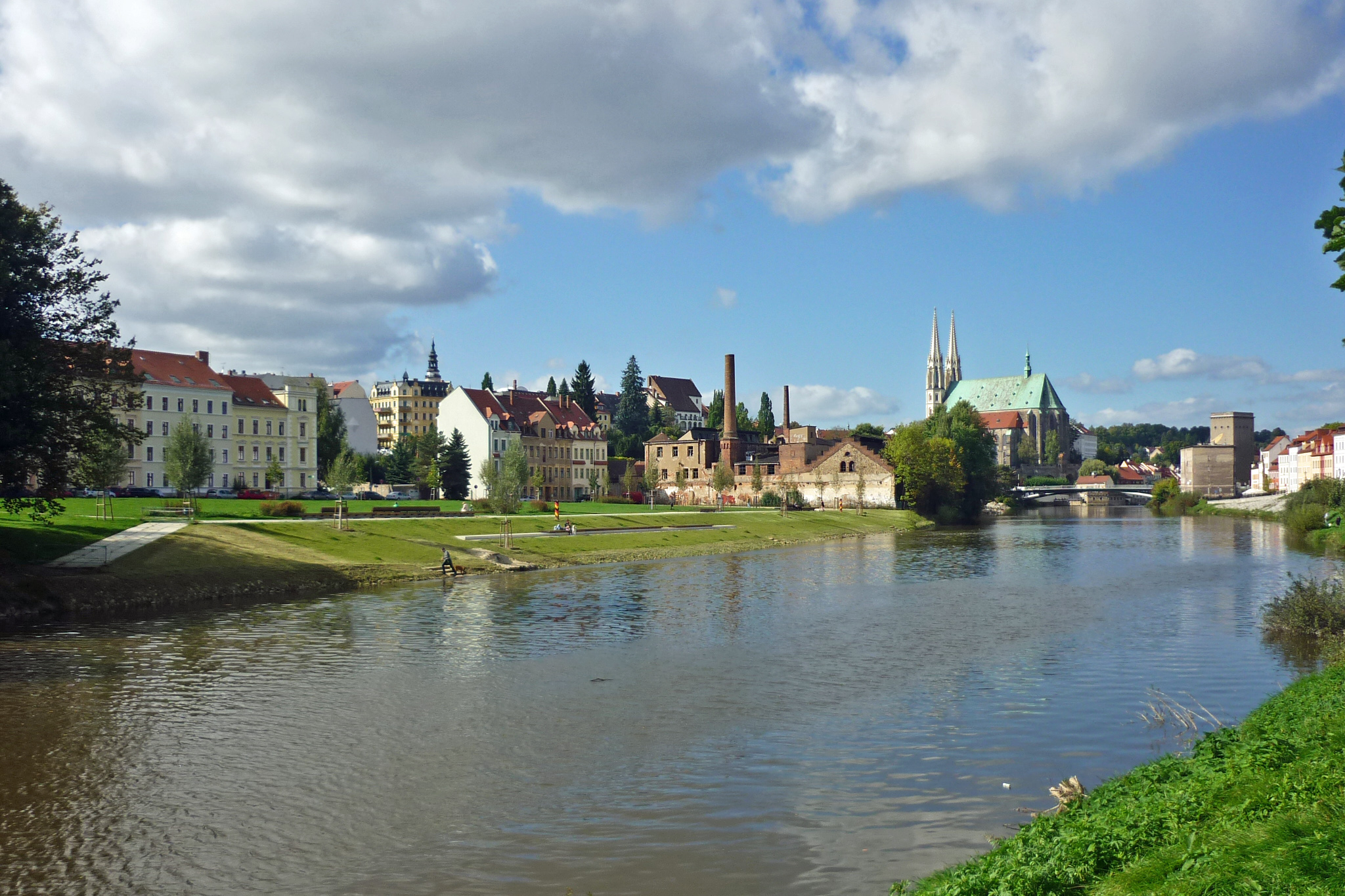
Oeverpromenade Görlitz
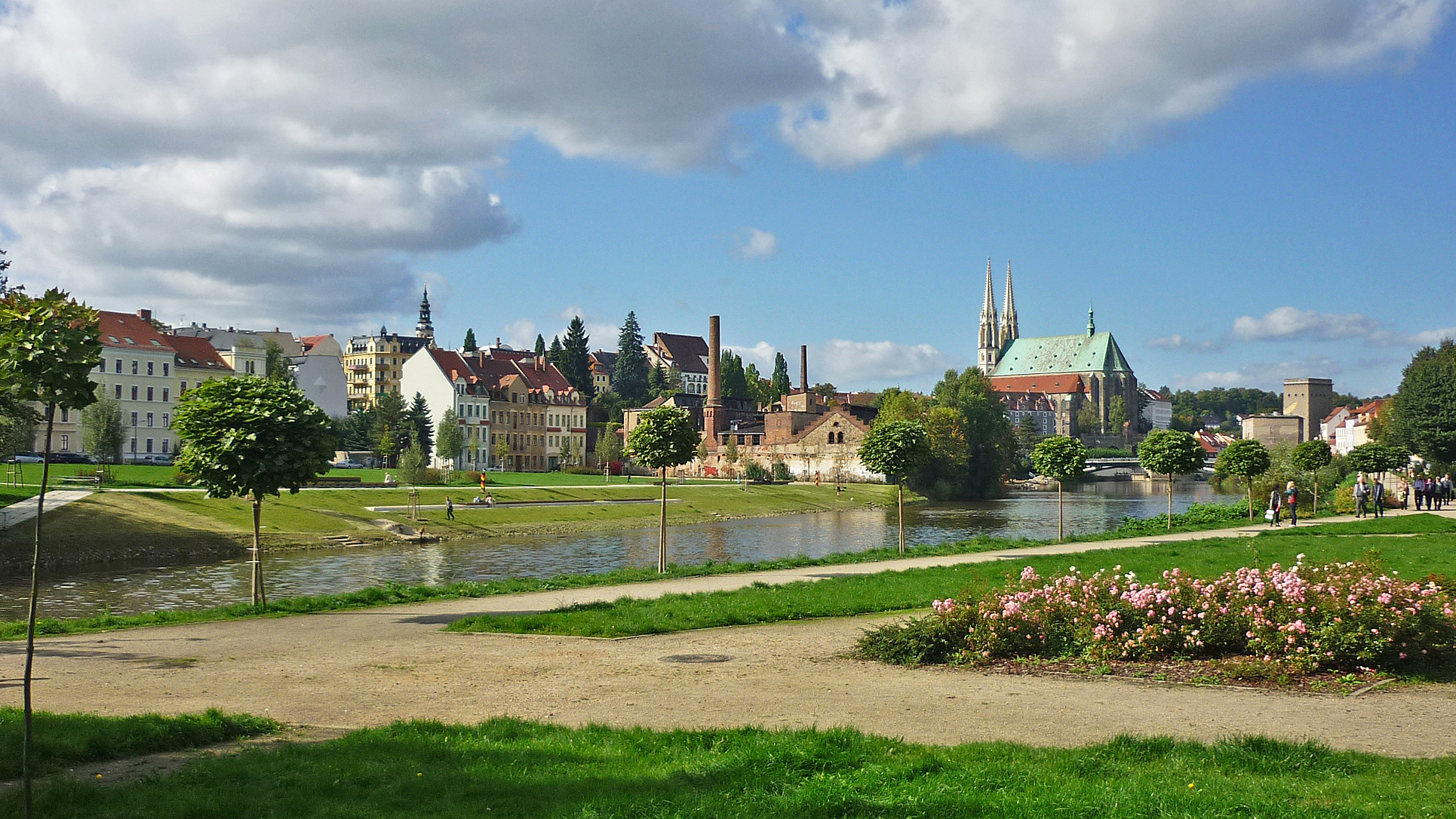
Oeverpromenade Zgorzelec
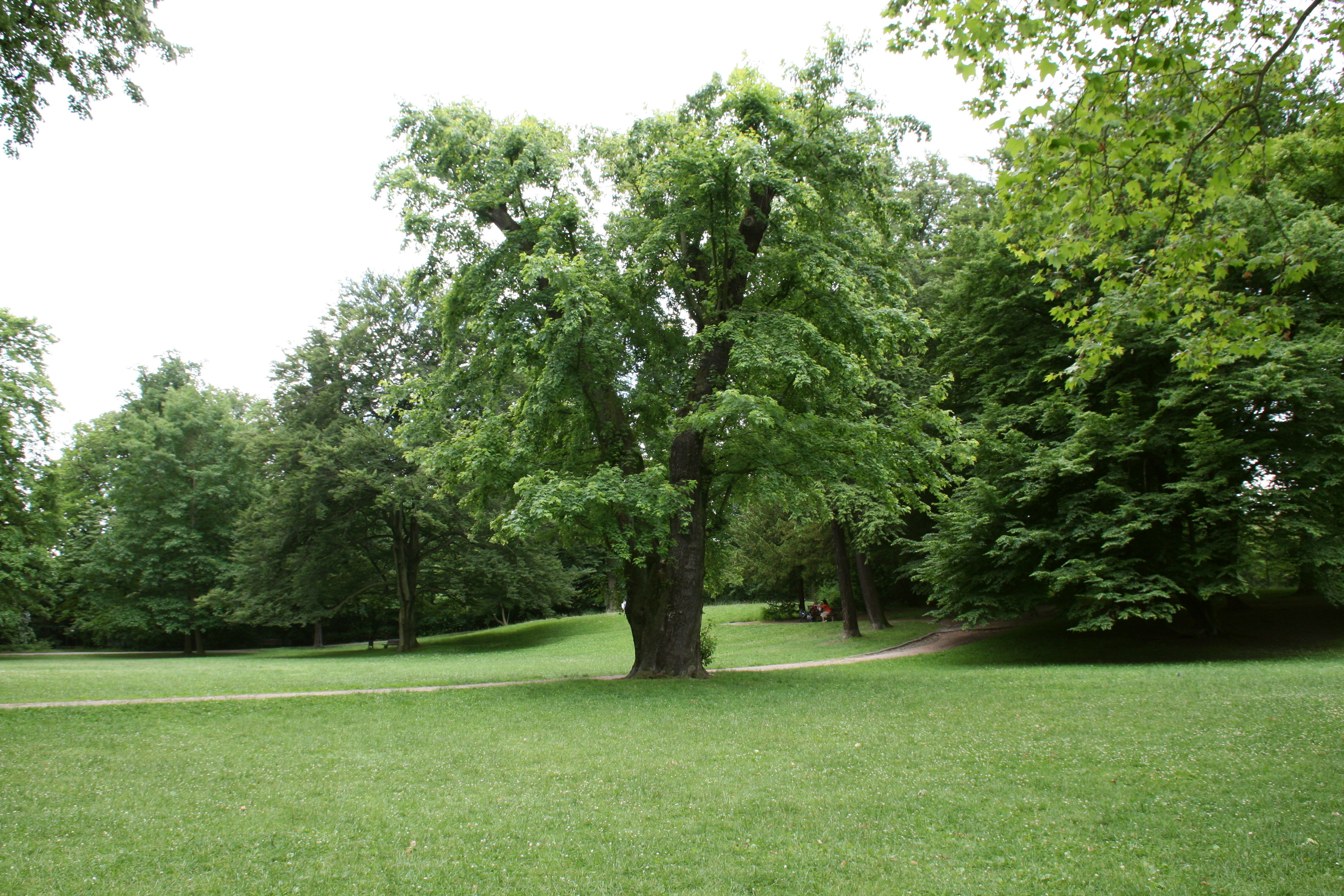
Stadtpark Görlitz
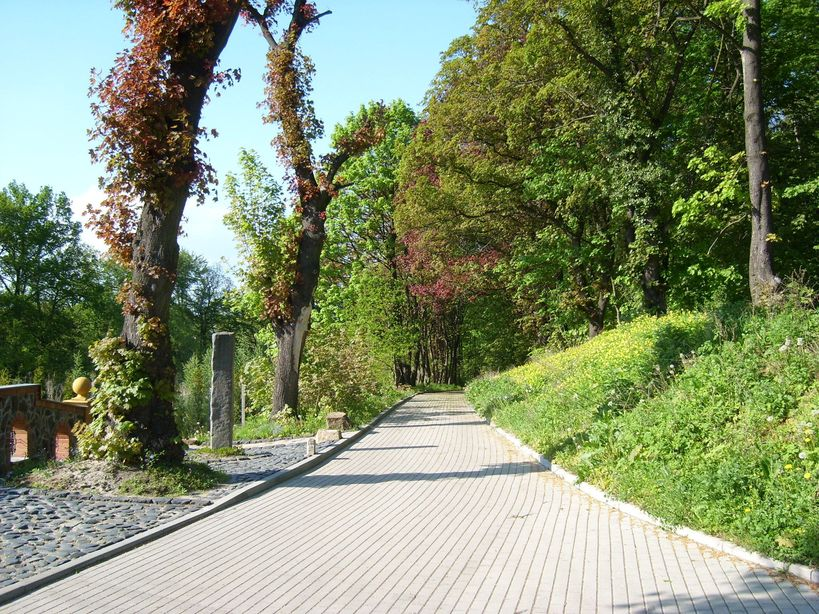
Park Andrzej-Błachaniec-Park